# Луций Стертиний Норик
Вижте пояснителната страница за други личности с името Стертиний.
Луций Стертиний Норик (на латински: Lucius Stertinius Noricus) е политик и сенатор на Римската империя през началото на 2 век.
Той е син на Луций Стертиний Авит (суфектконсул 92 г.). През май-август 113 г. Норик е суфектконсул заедно с Луций Фадий Руфин.